# Guasacaca

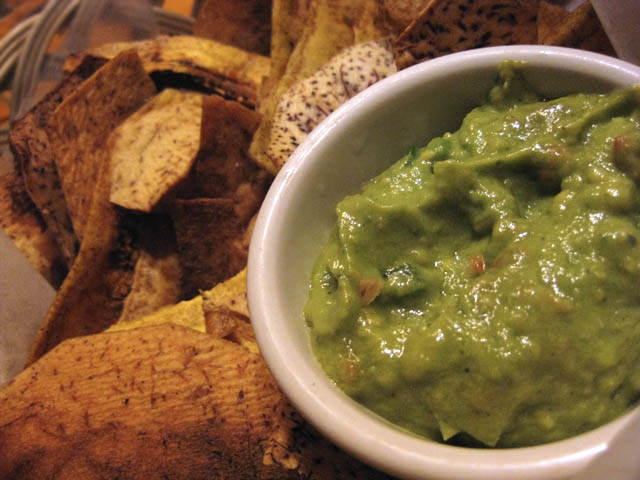
Assiette de tortilla chips accompagnées de guasacaca.

La guasacaca est une sauce culinaire répandue au Venezuela. Elle accompagne les viandes, les volailles et les empanada. On peut l'accompagner de différentes manières, mais elle se compose toujours des éléments suivants : avocats, ail, oignon, coriandre, persil, paprika, huile et vinaigre, et se conserve réfrigérée.